# Mosze Berger
Mosze Berger (ur. 2 listopada 1919 w Olkuszu, zm. 21 marca 2017 w Holonie w Izraelu) – izraelski malarz i autor wspomnień wojennych pochodzenia polsko-żydowskiego, Honorowy Obywatel Olkusza.

## Życiorys
Urodził się w Olkuszu w rodzinie żydowskiej i tam też ukończył szkołę powszechną, a następnie wieczorową szkołę zawodową. Po wybuchu II wojny światowej znalazł się pod okupacją niemiecką. W listopadzie 1939 podjął próbę dostania się do sowieckiej strefy okupacyjnej, gdzie został zatrzymany i po odmowie przyjęcia sowieckiego obywatelstwa deportowany na Syberię, gdzie spędził kolejnych pięć lat. Do Polski powrócił w 1945 odkrywając iż jego rodzice i rodzeństwo zostali zamordowani w niemieckich obozach zagłady. Po wojnie kształcił się w szkole malarstwa artystycznego we Wrocławiu, a w 1948 osiadł w Warszawie, gdzie podjął pracę w Centralnym Zarządzie Przemysłu Mleczarskiego. W 1957 emigrował do Izraela gdzie pracował jako magazynier sprzętu leczniczego w szpitalu.
W 1992 nakładem izraelskiego Ministerstwa Obrony ukazały się wspomnienia Bergera z czasów II wojny światowej pt. „W tajgach Sybiru”, zaś w 2005 ich polskie wydanie. Mosze Berger przekazał również Galerii Sztuki Współczesnej Biura Wystaw Artystycznych w Olkuszu kilkanaście swoich prac malarskich. 17 maja 2011 uchwałą Rady Miejskiej w Olkuszu – Mosze Berger otrzymał tytuł Honorowego Obywatela Miasta Olkusza.